# Снова убивать
«Снова убивать» (англ. The Rubber Band) — третий роман Рекса Стаута из цикла произведений о Ниро Вульфе.

## Сюжет
Ниро Вульфа нанимает для своих интересов группа людей, в прошлом искателей приключений. Они рассказывают Вульфу о том, что в своё время спасли от смерти наследника английского лорда во время его пребывания в США. Он пообещал им, что после принятия титула лорда он передаст им часть своего наследства. Спустя много лет он возвращается в США, богатым лордом. Дожившие до этого дня спасители лорда требуют от него обещанной награды. Но кто-то начинает убивать их…

## Факты
- Оригинальное название: «The Rubber Band».
- Название на русском языке: «Снова убивать» (Также известно под названиями «Команда Раббера» и «Банда Раббера»).
- Год первой публикации — 1936.

### Переводы на русский язык
- А. Мельников.